# Epidém
Epidém (v anglickém originále Epideme) je sedmá epizoda sedmé série (a celkově čtyřicátá třetí v rámci seriálu) britského kultovního sci-fi seriálu / sitcomu Červený trpaslík.
Scénář napsali Paul Alexander a Doug Naylor, režie Ed Bye. Ve Spojeném království byla poprvé epizoda odvysílána na kanále BBC2 28. února 1997.

## Námět
Posádka Kosmiku odhalí v astroglaciálu - vesmírném ledovci zamrzlou kosmickou loď Leviathan. Během průzkumu na její palubě odhalí skener známky života, které vycházejí z těla Caroline Carmenové - shodou okolností ženy, kterou David Lister znal. Členové Kosmiku ji vezmou do svého plavidla. Po rozmrazení Caroline nakazí Listera virem Epidémem, jenž je smrtelný. Nepomůže ani amputace ruky. Život Davidovi zachrání duchapřítomná Kristina Kochanská.

## Děj epizody
Posádka Kosmiku narazí na obrovský ledovec. Kryton navrhuje, aby z něj vytěžili vodu. Při průzkumu astroglaciálu (ledovce) vyjde najevo, že je v něm zamrzlá kosmická loď. To nelze jen tak nechat být a členové Kosmiku se vydávají na průzkum. Kosmická loď se jmenuje Leviathan a patřila (stejně jako Červený trpaslík) Jupiterské důlní společnosti. Uvnitř lodi jsou zamrzlá mrtvá těla a motory jsou spálené. Kocour odhalí zamrzlou ženu v silném bloku ledu. Kryton pomocí skeneru zjistí, že to je Caroline Carmenová, která dříve vykonávala službu jako zásobovací důstojnice i na Červeném trpaslíkovi. Dave Lister se holedbá, že s ní měl poměr. Když psychosken odhalí známky života vycházející z jejího těla, je dopravena na Kosmik.
Ledový kvádr však kupodivu nechce roztát, jakoby Carmenovou chránil. Teprve v noci odpadnou poslední kusy ledu a rozpadající se Carmenová se vydá vyhledat oběť. Naživu ji udržuje smrtelný virus Epidém, který se potřebuje dostat do jiného - vitálního těla. Caroline skočí na Listera a dá mu polibek. Virus se dostane do Davida a Carmenová umírá. Když se Dave dozví, že má smrtelný virus, zoufá si:
„To byl francouzák na onen svět!“
Kryton doporučuje pokusit se s virem domluvit přes softwarového tlumočníka, je to inteligentní umělý virus původně stvořený k léčbě nikotinové závislosti. Je schopen během 2 dnů zabít svého hostitele a poté čeká na příležitost přenosu na jinou osobu.
Po propojení potřebných drátů a čidel se na displeji zobrazí Epidém ve formě oranžovozelené hvězdice, která mění tvar. Je si vědom své pozice a nehodlá se bavit o nějaké dohodě. Poukazuje na Listerem nedávno snězené kuře, což je podle něj tentýž případ. Dave argumentuje, že on je nadřazený kuřeti a navíc je poslední člověk ve vesmíru. Virus zůstává neoblomný:
„Je načase, aby se tvá rasa pakovala!“
Kristina Kochanská a Kryton naleznou poněkud drastické řešení, pomocí antivirového séra se pokusí vypudit Epidém do jedné ruky, kterou ihned amputují. Operace se komplikuje a tak musí Davidovi odříznout druhou ruku, než si přál. Navíc se zjistí, že sedm procent Epidému v těle zůstalo a opět se množí.
Lister podniká zoufalý krok, bere si nálož s trhavinou Exterminex a letí zpátky na Leviathan. Chce spáchat sebevraždu a přitom vyhodit zmrzlou loď do vzduchu a zničit tak Epidém. Virus je ale mazaný a tak Listerovi naznačí, že všichni na Leviathanovi se pokoušeli nalézt záchranu a byli jí velmi blízko. To v Davidovi probudí naději a letí zpět na Kosmik.
Kryton od Epidému zjistí informaci, jak zrychlit Kosmik o 300 procent. Závratnou rychlostí letí k planetě, kde se má nacházet protilátka, avšak planeta je spálená a zničená. Virus blufoval.
Kochanská dostane nápad. Zastaví Listerovi srdce a přiblíží se k němu. Vir má nad Davidem stále kontrolu, což způsoví, že se Lister vzepne a zuřivě zakousne Kristině do ruky. Projekce Epidému na displeji se směje, jak se lehce dostal do těla Kochanské. Ta se nenechá vyvést z míry, vezme laserovou pilu a odřízne si ruku v lokti. Vir je poražen a zmizí, zatímco Kocour omdlí. Kochanská vysvětluje že to byla ruka Carmenové, kterou jen napustila krví. Kryton nevychází z údivu. Společně odcházejí z místnosti, když si záhy Kryton vzpomene, že Dave leží ve stavu klinické smrti na lehátku. Okamžitě se s Kochanskou vrací a defibrilátorem mu pouští do těla elektrošoky. Lister vstane z mrtvých.
POKRAČOVÁNÍ PŘÍŠTĚ...

## Kulturní odkazy
- Kryton se zeptá Epidéma na jméno čtvrtého z bratří Marxů, Epidém odpoví „Zeppo“.

## Produkce
Paul Alexander pro zápletku příběhu použil jeden starý vtip britského komika Jaspera Carrota: „Co kdyby s tebou tvá chřipka dokázala mluvit? Neřekla by ti, že dělá pouze co musí?“

Doug Naylor scénář pouze doladil, aby dobře zapadl do prostředí Červeného trpaslíka.

Alternativní konec epizody byl napsán a natočen - objevuje se v něm odřízlá ruka obsahující Epidém, letící vesmírem a pak směrem ke kameře, ale bylo rozhodnuto ukončit díl před touto scénkou.

Hlas Epidému namluvil Gary Martin, kterého doporučil jeho dlouholetý přítel Danny John-Jules, představitel Kocoura.

## Ohlasy
Epizoda byla odvysílána na britském televizním kanálu BBC2 28. února 1997 ve 21 hod. a měla vysoké hodnocení. Ačkoli jako celek sedmá série Červeného trpaslíka vyvolala u fanoušků a kritiků rozpačitou odezvu, epizoda „Epidém“ byla považována za jednu z lepších.

## Herecké obsazení
Vedlejší role v epizodě „Epidém“:
| Herec / herečka     | Hraje           | Role                             |
| ------------------- | --------------- | -------------------------------- |
| Nicky Leatherbarrow | Caroline Carmen | virem nakažená žena z Leviathanu |
| Gary Martin         |                 | hlas viru Epidému                |